# Dihymenonyx suboblongus
Dihymenonyx suboblongus är en skalbaggsart som beskrevs av José E. Mondaca 2007. Dihymenonyx suboblongus ingår i släktet Dihymenonyx och familjen Melolonthidae. Inga underarter finns listade i Catalogue of Life.